# اندی اوبرایان
اندی اوبرایان (انگلیسی: Andy O'Brien؛ زادهٔ ۲۹ ژوئن ۱۹۷۹) یک بازیکن فوتبال اهل ایرلند است.